# Edifício da antiga Società Dante Alighieri
O Edifício da antiga Società Dante Alighieri é um prédio histórico localizado no centro da cidade paulista de São Carlos e que, por sua importância, é tombado pelo CONDEPHAAT e declarado pela Fundação Pró-Memória de São Carlos como edificação de interesse histórico e cultural municipal. A sociedade foi formada por imigrantes italianos residentes em São Carlos (São Paulo), em 1902, com finalidade de prover educação e cultura para sua comunidade. Foi desfeita na época da Segunda Guerra Mundial, quando imigrantes italianos em solo brasileiro sofreram diversas retaliações pela aliança que a Itália assinou com a Alemanha Nazista.

## A diáspora italiana
No final do século XIX e início do século XX, o contexto global fez com que ocorresse um êxodo em massa de italianas e a maioria dessas pessoas migrou para o Brasil.
| “              | A Itália atravessava, então, a primeira fase da sua revolução industrial, tendo em vista que o conjunto de instalações da indústria têxtil registrada duplicara, o mesmo acontecendo com as fontes de energia industrial e com o montante de sua produção. [...] O período do qual estou aqui tratando engendrou com maiores favorecimentos a industrializacão da Itália Norte e Setentrional, gerando, com isso, grandes desequilíbrios sócio-económicos e acenando, para uma grande maioria de desvalidos, com os espectros do desemprego, da fome, da subnutrição, da pelagra, da doença, da miséria. Ainda, essa situação de tantas dificuldades advindas já desde os resquícios das lutas pela Unificação do Estado Italiano, era reforçada pelo processo de industrialização, pois as fábricas, ao importarem matérias-primas como a lã da Austrália e ao venderem seus produtos (melhores e mais baratos), acabaram com o pequeno excedente que os camponeses e pequenos agricultores conseguiam de seu artesanato, realizado durante os longos invemos. | ” |
| — BALDIN, s.d. | |   |

 No Brasil, a principal transformação nos modos de produção foi a libertação da mão-de-obra escravizada e, com ela, o ensejo do governo brasileiro em branquear a cor da pele de sua população.  "acreditava-se que a vinda de imigrantes ocasionaria o branqueamento da população e traria os bons modos e a civilidade para o país, uma vez que se acreditava na superioridade dos brancos frente a pessoas de outros biotipos". Foi criada uma política nacional brasileira de incentivo à vinda de imigrantes europeus, os cartazes distribuídos no continente europeu diziam: "'Na América' - Terras no Brasil para os italianos. Navios em partida todas as semanas do Porto de Gênova. Venham construir os seus sonhos com a família. Um país de oportunidade. Clima tropical e abundância. Riquezas minerais. No Brasil vocês poderão ter o seu castelo. O governo dá terras e utensílios a todos." Contudo, a bonança se mostrou mais difícil de alcançar do que o prometido e não chegou para todos.
Milhares de imigrantes europeus, em especial italianos, foram direcionados para a cidade de São Carlos, no interior do Estado de São Paulo, para trabalharem nas lavouras de café, em substituição à mão-de-obra escravizada. Para recebê-los, as fazendas transformaram as antigas senzalas em pequenas habitações geminadas, dividindo os dois grandes espaços (antes destinados às mulheres e aos homens escravizados) em espaços menores, e também construíram pequenos conjuntos de pequenas edificações, as chamadas colônias. Como os imigrantes eram pagos pela produção entregue ao dono da fazenda, não demandavam vigilância constante e, assim, as colônias foram distribuídas pela fazenda. O que também possibilitava que os imigrantes estivessem um pouco mais perto das porções do cafezal onde iriam trabalhar e auxiliassem na vigilância sobre o cafezal.
Em 1907, o município de São Carlos tinha 38.642 habitantes e 29,35% eram imigrantes italianos. Um contingente tão grande só poderia influenciar fortemente não apenas a economia, mas também a cultura municipal.

## Società Dante Alighieri
A Società Dante Alighieri  foi formada por imigrantes italianos da cidade de São Carlos, em 1902 A maior parte dos membros provinha do norte da península italiana, de regiões como Vêneto, Lombardia e Toscana. A lista de fundadores inclui: Vicente Pellicano, Giovannangelo Appratti, Giuseppe Marchesoni, Enrico Gregori e Cid Agostinho. Alguns outros nomes que participaram da associação são citados no Almanack de 1928: Alfeo Ambrogi, Achille Catalano, Giuseppe Botta, Remo Mantovani, Luigi de Martini, Thomaz Rizzo, Lucio de Vitis, Giovani Pessa, Nicola Bruno, Patrizio Farignole, Miguel Petroni (que inclusive dá nome a uma das principais vias da cidade de São Carlos), e Matheus Fazzari.
A instituição tinha a finalidade de prover educação e cultura para a comunidade italiana municipal. Dentre as atividades oferecidas aos seus alunos estavam teatro, festas, danças e jogos. No Almanack de 1928, são descritas as principais características da escola: 200 alunos distribuídos em cinco salas de aula, Adolpho Caputo era o diretor e as professoras eram Ida Vinceguerra, Noemi Fagá, Matilde Villari, Giuseppina Maffei, e o professor Luiz A. Fragoso.
Durante a Segunda Guerra Mundial, "O governo da Itália distribuiu livros para os alunos da Dante Alighieri, livros esses que exaltavam o governo fascista. A intenção era influenciar a colônia italiana e, se necessário, também controlar os governos locais". As medidas políticas do governo italiano e o grande contingente de imigrantes e descendentes em solo brasileiro fizeram com que a ditadura do Estado Novo de Getúlio Vargas visse as associações culturais de imigrantes como ameaça ao governo nacional. Havia o medo de que o comunismo crescesse no país e essas associações se tornassem quistos raciais ("grupos imigrantes que podiam ser caracterizados pelo isolamento racial e cultural são descritos como “quistos étnicos” e investigados pelo Conselho de Imigração e Colonização"). Então muitas associações foram nacionalizadas ou extintas como forma de retaliação pela aliança que a Itália assinou com a Alemanha Nazista.

## Edificação histórica
Em 1908, a Società Dante Alighieri concluiu as obras da edificação para sua sede, que possuía apenas o pavimento térreo e segue o estilo arquitetônico Eclético, que, na cidade de São Carlos, teve forte influência justamente dos imigrantes italianos. O Ecletismo chegou à cidade de São Carlos por conta da riqueza advinda do período cafeeiro e pela construção da ferrovia, a partir de 1884. Foi um período de expansão urbana do município. Além disso, grande número de trabalhadores imigrantes traziam consigo conhecimento de métodos construtivos europeus, que foram sendo incorporados às práticas construtivas locais. Construções em estilo Eclético eram símbolo de status social.
A edificação da Società Dante Alighieri recebeu seu segundo pavimento em 1921.
Nos anos 1940, a Società Dante Alighieri foi encerrada por conta da Segunda Guerra Mundial e a edificação deixou de ser utilizada. Na década de 1950, o prédio foi cedido para a Escola de Engenharia de São Carlos e, em 1986, a Universidade de São Paulo (USP) comprou o prédio e instalou em suas dependências o seu Centro de Divulgação Científica e Cultural (CDCC), que tem objetivos semelhantes ao original da edificação: "promover a integração entre os diversos níveis de ensino; para tanto dispõe de biblioteca, experimentoteca, laboratórios, salas de vídeo e monitores especializados".

## Patrimônio histórico
O Edifício da antiga Società Dante Alighieri é tombado em nível estadual (pelo CONDEPHAAT - Decreto de Tombamento n° SC-48, de 19/12/2019) e foi reconhecido como "Edifício declarado de interesse histórico e cultural" (categoria 2) no inventário de bens patrimoniais do município de São Carlos, publicado em 2021 pela Fundação Pró-Memória de São Carlos (FPMSC), órgão público municipal responsável por "preservar e difundir o patrimônio histórico e cultural do Município de São Carlos". Seu tombamento em nível municipal (pela própria FPMSC) está em análise. Para edificações da Categoria 2, é:
| “ | proibida a demolição. Em caso de reformas nesses imóveis, devem ser preservadas a volumetria, fachadas e aberturas (portas e janelas), mediante aprovação do projeto pela Prefeitura Municipal, pela entidade e conselho municipal de defesa do patrimônio, e demais órgãos competentes, federais, estaduais e/ou municipais. | ” |
|   | |   |

A edificação também está na poligonal histórica delimitada pela Fundação, que compreende a conformação da cidade de São Carlos na década de 1940.